# Iron Butterfly
Iron Butterfly – amerykański zespół rockowy założony w 1966 roku w San Diego w Kalifornii przez Doug Ingle'a i Ronalda Bushy'ego. Zespół gra w stylu acid rock, rock psychodeliczny i hard rock.
W pierwszym składzie zespołu, który rozpadł się po nagraniu debiutanckiego albumu Heavy w marcu 1968, grali również: Darryl DeLoach, Danny Weis i Jerry Penrod. Ich miejsce zajęli Erik Brann i Lee Dorman. W czerwcu 1968 Iron Butterfly już w nowym składzie nagrał swoją najlepszą płytę In-A-Gadda-Da-Vida (sprzedana w czterech milionach egzemplarzy), na której znalazł się ich najsłynniejszy 17-minutowy tytułowy utwór -In-A-Gadda-Da-Vida (tytuł powstał przez uproszczony zapis angielskiej frazy In the Garden of Eden – „W rajskim ogrodzie”). Po tym sukcesie zespół wystąpił na Newport Pop Festival i Miami Pop Festival. W lutym 1969 zespół wydał kolejną płytę – Ball, która dotarła do 4 miejsca na amerykańskich listach najlepiej sprzedających się albumów. Zespół został zaproszony na festiwal w Denver, gdzie wystąpił obok takich gwiazd jak Joe Cocker, Creedence Clearwater Revival i Jimi Hendrix. Po koncercie w Atlantic City zespół opuścił Erik Brann, a jego miejsce zajęli Larry Reinhardt i były gitarzysta Blues Image – Mike Pinera. W maju 1970 Iron Butterfly wydaje album koncertowy Iron Butterfly Live, a w sierpniu płytę Metamorphosis, z której pochodzi piosenka Easy Rider (Let the Wind Pay the Way) związana z filmem Easy Rider.
Mimo sukcesów grupa rozpada się w maju 1971. W połowie lat 70. Bushy i Braunn próbują reaktywować zespół, nowy skład utrzymuje się do 1985. Po dwóch latach następuje kolejna reaktywacja, zespół gra do 2012 roku. W 2015 zespół powraca ponownie, ostatnim oryginalnym członkiem zespołu zostaje perkusista Ron Bushy, który z powodów zdrowotnych nie uczestniczy we wszystkich koncertach. Po śmierci Bushy'ego w 2021 w zespole nie ma już żadnych oryginalnych członków.

## Obecny skład
- Eric Barnett – gitara, śpiew (1995–2002, 2015–)
- Martin Gerschwitz – instrumenty klawiszowe, śpiew (2005–2012, 2018–)
- Dave Meros – bas elektryczny, śpiew (2015–; zastępstwo – 2006)
- Bernie Pershey – perkusja (2020–)

## Dyskografia

### Single
Pełna lista singli wydanych przez zespół w USA i na świecie.
- „Don't Look Down On Me”/„Possession”
- „Possession”/„Evil Temptation”
- „Unconscious Power”/„Possession”
- „In-A-Gadda-Da-Vida” (2:52)/„Iron Butterfly Theme” (3:25)
- „Soul Experience”/ „In The Crowds”
- „In The Time Of Our Lives”/„It Must Be Love”
- „Easy Rider”/„Soldier In Our Town”
- „New Day”/„Soldier In Our Town” (wydanie europejskie)
- „Silly Sally”/„Stone Believer”
- „Silly Sally”/”Talkbox Solo from Butterfly Bleu” (wydanie europejskie)
- „Shady Lady”/„Best Years Of Our Lives” (wydanie europejskie)
- „Pearly Gates”/„Searchin' Circles”
- „High On A Mountain Top”/„Scion”
- „Beyond The Milky Way”/„Get It Out”
- „I'm Right I'm Wrong” (3:50)/„Free”
- „In-A-Gadda-Da-Vida” (2:52)/„Soul Experience” (reedycja)
- tajski EP „In-A-Gadda-Da-Vida”/„Get Ready”

### EP
- „Iron Butterfly Theme”/„Look For The Sun”, „Possession”
- „Iron Butterfly Theme”, „Possession”/„Get Out Of My Life Woman”, „Unconscious Power”
- „In-A-Gadda-Da-Vida”, „Flowers”, „Beads”/„My Mirage”

### Albumy
- Heavy (1968) US #78, potwierdzona złota płyta
- In-A-Gadda-Da-Vida (1968) US #4, potwierdzona czterokrotna platynowa płyta
- Soundtrack to the Savage 7 (1968)
- Ball (1969) US #3, potwierdzona złota płyta
- Live (1970) US #20
- Metamorphosis (1970) US#16
- Evolution: The Best of Iron Butterfly (1971)
- Star Collection (1973)
- Scorching Beauty (1975) US #138
- Sun and Steel (1976)
- Rare Flight (1988)
- Light & Heavy: The Best of Iron Butterfly (1993)
- In-A-Gadda-Da-Vida Deluxe Edition (1995)
- Fillmore East 1968 (2011)[3]

### Bootlegi
- Live At The Galaxy Club 1967 (1967)
- Live 11/27/1968 (1968)
- Stone Believer: Live in Copenhagen, Denmark (Jan. 25, 1971)
- Live in Germany: 4/18/1997 (1997)
- Live in Cortland NY 8/19/2000 (2000)
- Live at the Firwood in Fife, WA (2001)
- Live in Butler, PA - 2/4/2006 (2006)

## Wideografia
- In-A-Gadda-Da-Vida (Rhino Home Video, R3-2215) 1995

(Zawiera utwory „Easy Rider” (3:21), „In-A-Gadda-Da-Vida” (17:03) i „Butterfly Blue” (19:51)
- Rock 'n' Roll Greats in Concert! (Passport Video) 2004

(Zawiera pełny zapis koncertu w Itchycoo Park z roku 1999)
- Concert and Documentary: Europe 1997 (Studio ABC Records UK, ABCVP126DVD) 2008 (Europa), 2009 (świat)

(Zawiera dokumentalne wideo europejskiego tournée zespołu z roku 1997)